# Apiocera melanura
Apiocera melanura is een vliegensoort uit de familie Apioceridae. De wetenschappelijke naam van de soort is voor het eerst geldig gepubliceerd in 1941 door Cazier.
De soort komt voor in de Verenigde Staten (Arizona).